# Basilius van Ancyra
Basilius van Ancyra (-364) was een Galatische heilige.
Basilius, een medicus, werd benoemd tot bisschop door de semi-ariaanse geloofsrichting in het jaar 336. De arianen, felle tegenstanders van de semi-arianen en van de christenen, genoten echter de steun van keizer Constantius II behaalden de arianen echter de overhand. In 359 werden de semi-arianen gedwongen de ariaanse leerstellingen te ondertekenen. Op een concilie in Constantinopel werd Basilius als bisschop afgezet en naar Illyrië verbannen. Na de dood van keizer Constantius II in 361 herriep hij zijn ondertekening en de orthodoxe christenen onder leiding van Athanasius van Alexandrië en Hilarius van Poitiers erkenden dat Basilius' geloofsopvatting dicht in de buurt kwam van het rechtzinnige christendom. Zij riepen anderen op Basilius te volgen. Volgens de vijfde-eeuwse kerkhistoricus Sozomenus werd Basilius gemarteld en gedood tijdens christenvervolgingen door keizer Julianus Apostata, maar dat is onjuist: hij was nog in leven tijdens diens opvolger Jovianus.
Onder de geschriften van Basilius is een verhandeling over maagdelijkheid. Deze deugd zou door ascetisme bereikt kunnen worden. Zijn feestdag is op 22 maart in het westen, en op 1 januari bij de Oosterse kerken.